# Giovanni Antonio Fasolo
Pour les articles homonymes, voir Fasolo.

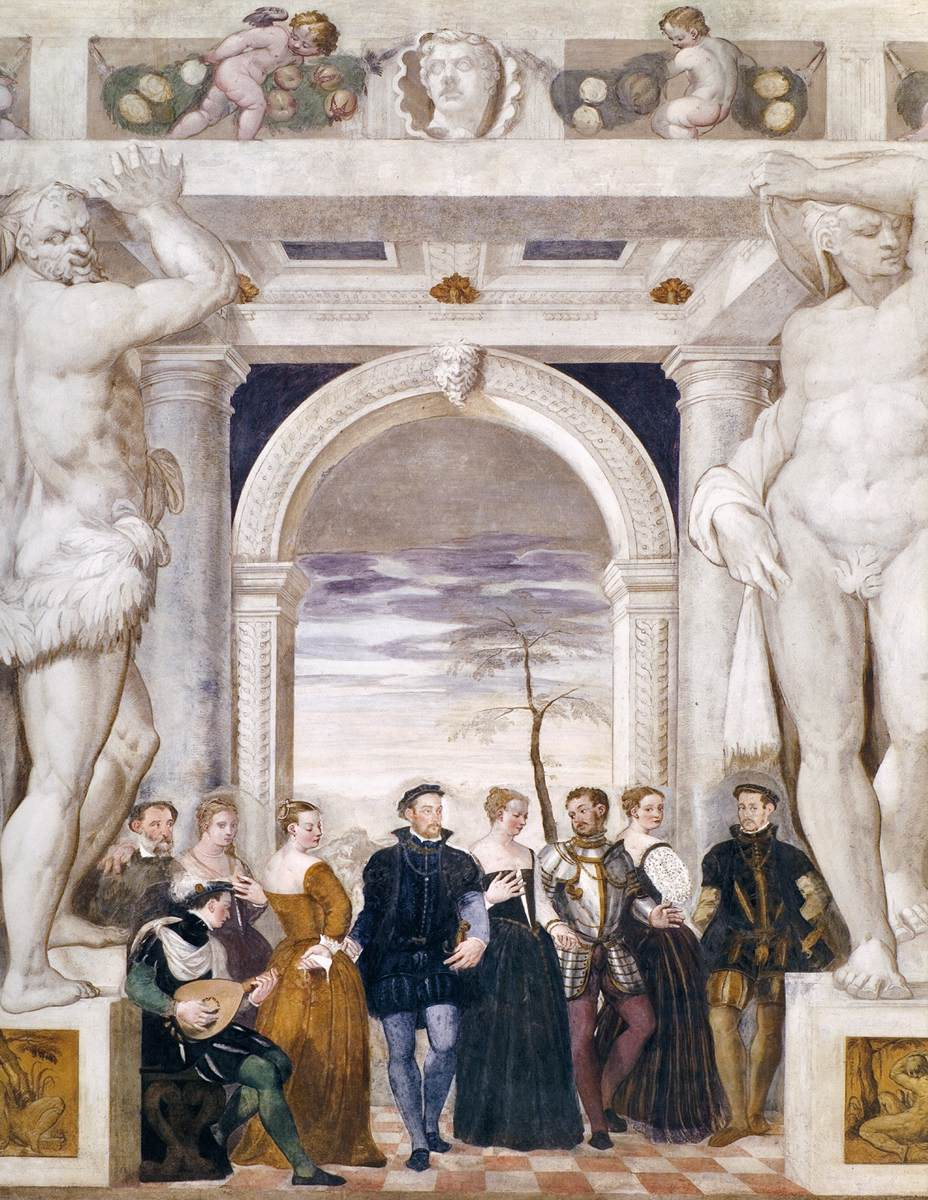
Invitation à la danse, fresque de la Villa Caldogno.

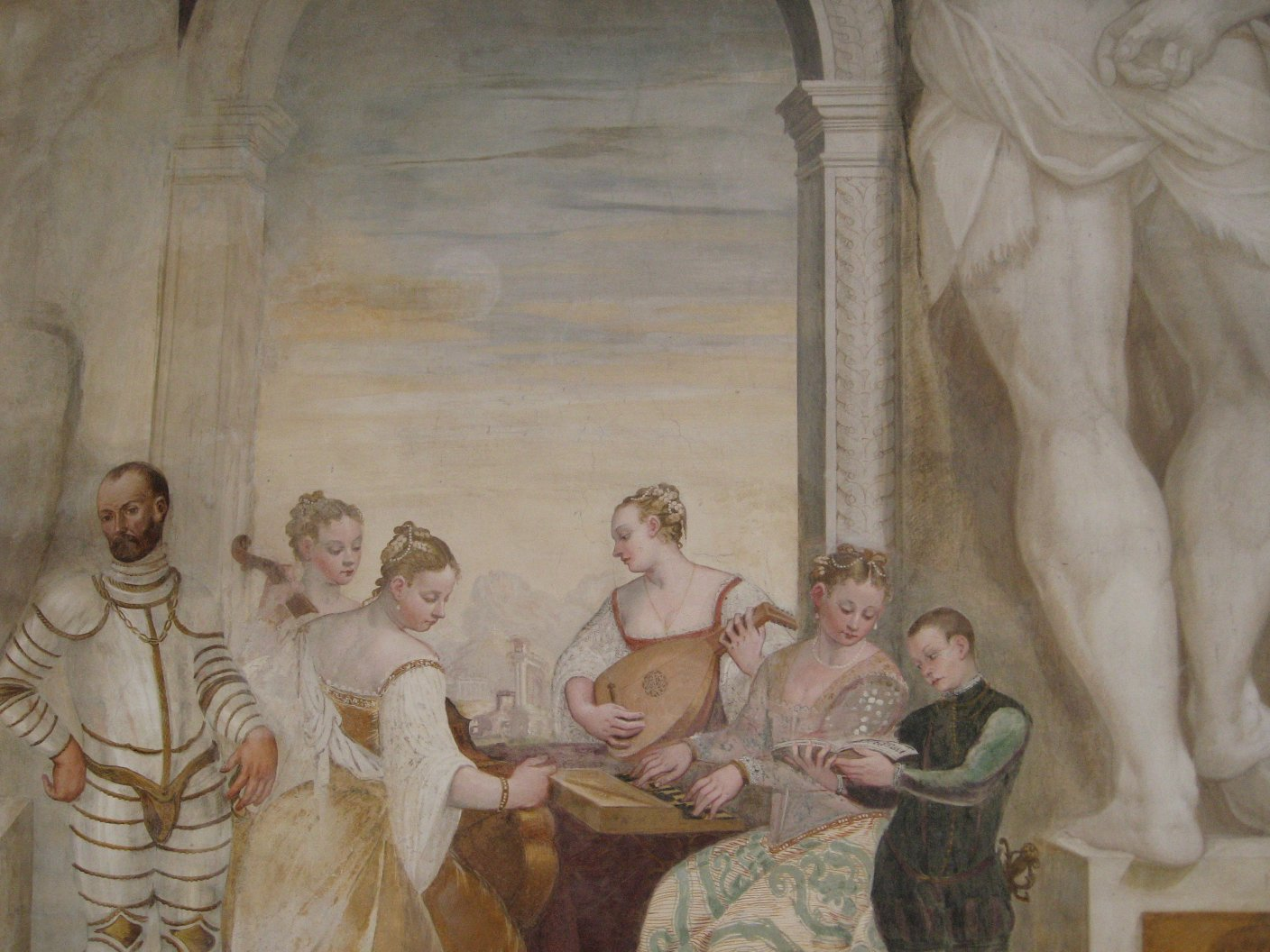
Fresque de la Villa Caldogno.

Giovanni Antonio Fasolo, né à Mandello del Lario en 1530 et mort à Vicence en 1572,  est un peintre italien maniériste qui fut actif dans la République de Venise.

## Biographie
Giovanni Antonio Fasolo, né à Mandello del Lario en Lombardie (province de Lecco) (selon d'autres sources à Orzinuovi), a étudié la peinture à Venise pendant la République de Venise, probablement auprès de Paul Véronèse. À partir de 1557 il est documenté comme peintre de fresques.
En 1562 il entame une collaboration avec Andrea Palladio, en décorant à fresque les villas et palais construits par l'architecte
En 1570, il décore en collaboration de Giovanni Battista Zelotti, le Palazzo Porto-Colleoni à Thiene et Villa Caldogno. En 1572, il réalise les fresques de la Loggia del Capitanio à Vicence. C'est en décorant le plafond de ce palais, que Fasolo tombe de l'échafaudage et se tue.
Alessandro Maganza a été un de ses élèves.

## Œuvres
Vicence
- Fresques du Palazzo Chiericati, V

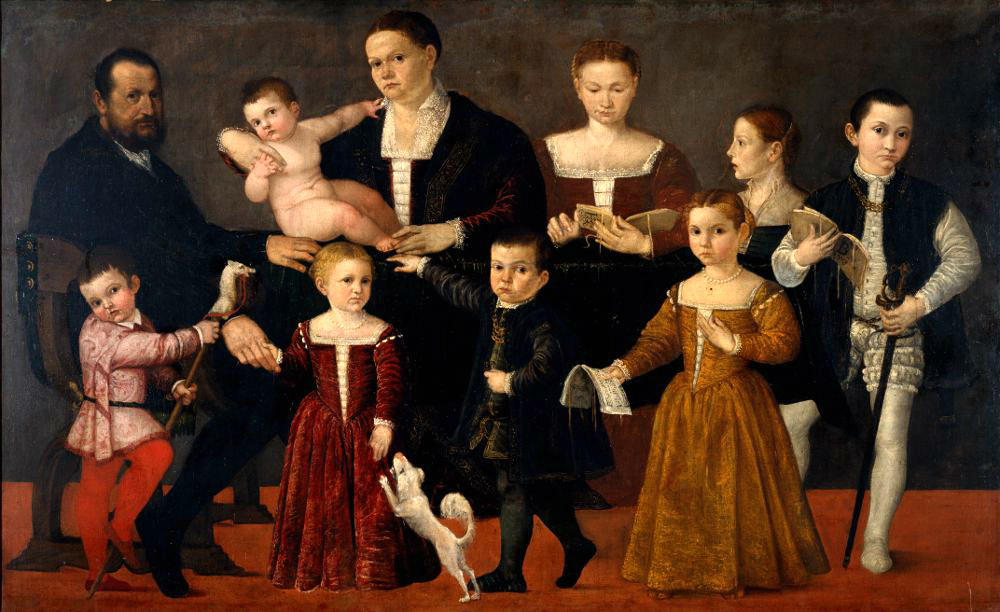
Portrait de la famille Valmarana

- Fresques de la Villa Sesso Schiavo, Sandrigo (attribution)
- Portrait de la famille Valmarana
- Portrait de Ippolito Porto, Palais Valmarana,
- Baptême de saint Jean-Baptiste, église Natività della Beata Vergine Maria, Tricase (Lecce) (attribution)
- Fresque de la façade de Casa Cogollo, (traces)
- Portrait de Giuseppe Gualdo et ses enfants Paolo et Paolo Emilio[3] et Portrait de Paola Bonanome Gualdo et ses filles Laura e Virginia[4], 1566-1567, Pinacothèque de Palazzo Chiericati,
- fresques du  palais Porto-Colleoni, Thiene (1570) avec Giovanni Battista Zelotti,
- Fresques de Villa Caldogno, Caldogno (1570) avec Giovanni Battista Zelotti
- Fresques et neuf grandes toiles pour le Palais du Capitaniato (1572)